# Мешак Жером
Мешак Жером (фр. Mechack Jérôme, нар. 21 квітня 1990, Ліанкур) — гаїтянський футболіст, захисник клубу «Джексонвілл Армада».
Виступав, зокрема, за клуби «Балтимор» та «Монреаль Імпакт», а також національну збірну Гаїті.

## Клубна кар'єра
У дорослому футболі дебютував 2007 року виступами за команду клубу «Бальтіморе», в якій провів два сезони.
У 2009 році перебував на контракті в португальському друголіговому клубі «Мірандела». Наступного сезону уклав контракт з клубом «Остін Ацтекс», у складі якого провів лише три матчі за сезон.
З 2010 року три сезони захищав кольори команди клубу «Орландо Сіті».
З 2013 року один сезон захищав кольори команди клубу «Спортінг» (Канзас-Сіті). Більшість часу, проведеного у складі «Спортінга», був основним гравцем захисту команди.
Протягом 2014 року захищав кольори команди клубу «Монреаль Імпакт».
Першу частину сезону 2015 року провів у складі клубу «Шарлотта Індепенденс», згодом приєднався до складу клубу «Джексонвілль Армада». Відтоді встиг відіграти за клуб 21 матч в національному чемпіонаті.

## Виступи за збірну
2008 року дебютував в офіційних матчах у складі національної збірної Гаїті. Наразі провів у формі головної команди країни 56 матчів, забивши 2 голи.
У складі збірної був учасником розіграшу Золотого кубка КОНКАКАФ 2013 року у США, розіграшу Золотого кубка КОНКАКАФ 2015 року у США і Канаді, розіграшу Кубка Америки 2016 року у США.

## Титули і досягнення

### Клубні
- «Орландо Сіті»

USL Pro (1): 2011
- «Спортінг» (Канзас-Сіті)

Кубок MLS (1): 2013